# Hispaniola
Hispaniola (spanyolul La Española, haiti kreol nyelven Ispayola) sziget a Karib-tengeren, a Nagy-Antillák része.

## Földrajza
Hispaniola Kuba után a Karib-tenger második legnagyobb szigete.
A szigeten alföldek és hegységek váltakoznak, több mint egyharmada 450 méternél magasabban fekszik. Itt található a Karib-tenger legmagasabb pontja, a 3175 méter magas Pico Duarte. Ugyanakkor egyes területei a tengerszint alatt találhatóak: így például az Enriquillo-tó, ami 45 méterrel fekszik a tengerszint alatt.
Legfontosabb folyója a 201 kilométer hosszú Yaque del Norte. Erősen csipkézett tengerpartján viszonylag kevés kikötésre alkalmas öböl található. A szigetet rendszerint elérik és ott nagy pusztítást okoznak a Karib-térség hurrikánjai.

## Története
A szigetet eredetileg a taínó őslakosok lakták és egyesek szerint Haiti néven emlegették. Kolombusz Kristóf Hispaniolánál érte el Amerikát: 1492-ben lépett itt a szárazföldre és a szigetnek a La Isla Española nevet adta.

## Országok
Két ország található a szigeten: nyugati harmadán Haiti, keleti kétharmadán a Dominikai Köztársaság.
| Hispaniola országai   |                     |               |                     |
| Ország                | Népesség (fő, 2006) | Terület (km²) | Népsűrűség (fő/km²) |
| Haiti                 | 8,3 millió          | 27 750        | 299                 |
| Dominikai Köztársaság | 9,2 millió          | 48 730        | 189                 |
| Összesen              | 17,5 millió         | 76 480        | 206                 |